# 藤田学 (棒球运动员)
藤田學（日语：／ Fujita Manabu，1955年5月9日—），日本棒球選手，出生於愛媛縣南宇和郡一本松町，曾經效力於日本職棒福岡軟銀鷹等隊伍，於1986年退休，生涯通算72次勝投。